# Most dr Franjа Tuđmana (Dubrovnik)
Most dr Franja Tuđmana ili Most Dubrovnik je most koji povezuje dve obale zaliva Rijeke Dubrovačke. Most je dugačak 518 metara a otvoren je 2002. godine.

## Ime mosta
Ime mosta je dugo vremena bilo neizvesno, ali je na kraju sa jedne strane mosta postavljena ploča sa natpisom „Most dr. Franje Tuđmana“, a sa druge „Most Dubrovnik“.
2005. je dilema rešena te je službeno ime mosta postalo "Most dr. Franja Tuđmana".

## Istorija izgradnje
Ideja o izgradnji mosta preko zaliva Rijeke dubrovačke postoji oko 30 godina, a početak gradnje mosta je otpočeo 1989. godine izgradnjom prilaznih puteva od naselja Lozica sa zapadne strane i dubrovačkog gradskog predela Nuncijata sa istočne strane. Rat u Hrvatskoj sprečio je dalju izgradnju, pa je most završen i pušten u saobraćaj tek u maju 2002. godine.

## Tehnički podaci
Most je viseći i sastoji se od dva dela prednapetog grednog sklopa sa zapadne strane i glavnog nesimetričnog sklopa sa obešenom spregnutom gredom na istočnoj strani. Na zapadnoj strani, na prilaznom putu izgrađen je vijadukt dužine 66 metara. Dužina samog mosta je 518 metara.
Do izgradnje mosta saobraćaj prema zapadnom ulazu u grad Dubrovnik odvijao se Jadranskim turističkim putem kroz područje Rijeke dubrovačke, a gradnjom mosta put se skratio za oko 9 kilometara i na taj način doprineo bržem razvoju dubrovačkih prigradskih naselja Lozice, Štikovice, Vrbice, Zatona i Orašca kao i naselja opštine Dubrovačko primorje.